# 貓空

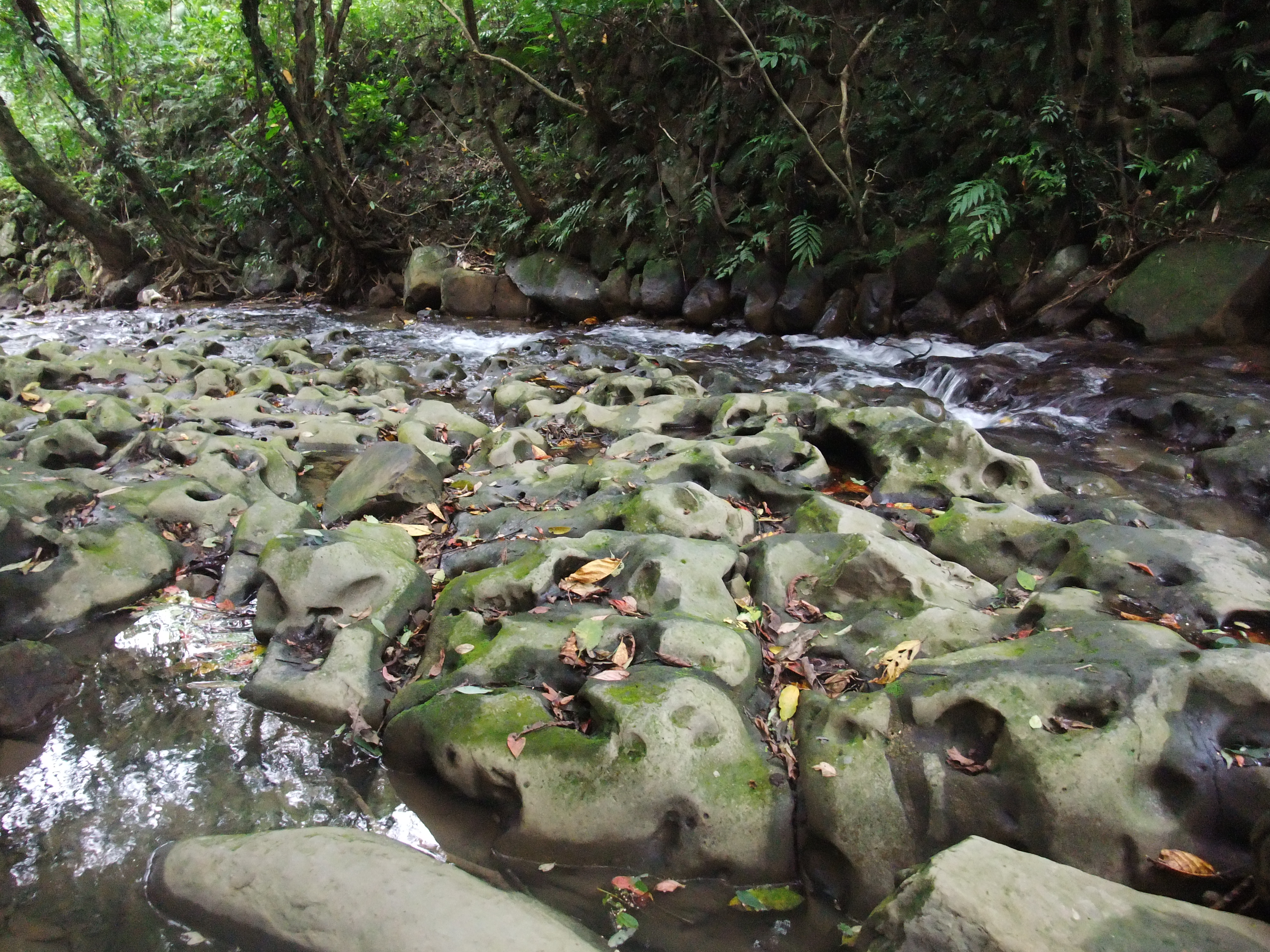
貓空的壺穴

貓空（臺語：猫空，Niau-khang）位於臺灣台北市文山區，屬於二格山系，昔日為台北市最大產茶區之一，茶區上古道縱橫，乃為運送茶葉所建，目前為茶藝及夜景勝地。

## 名稱

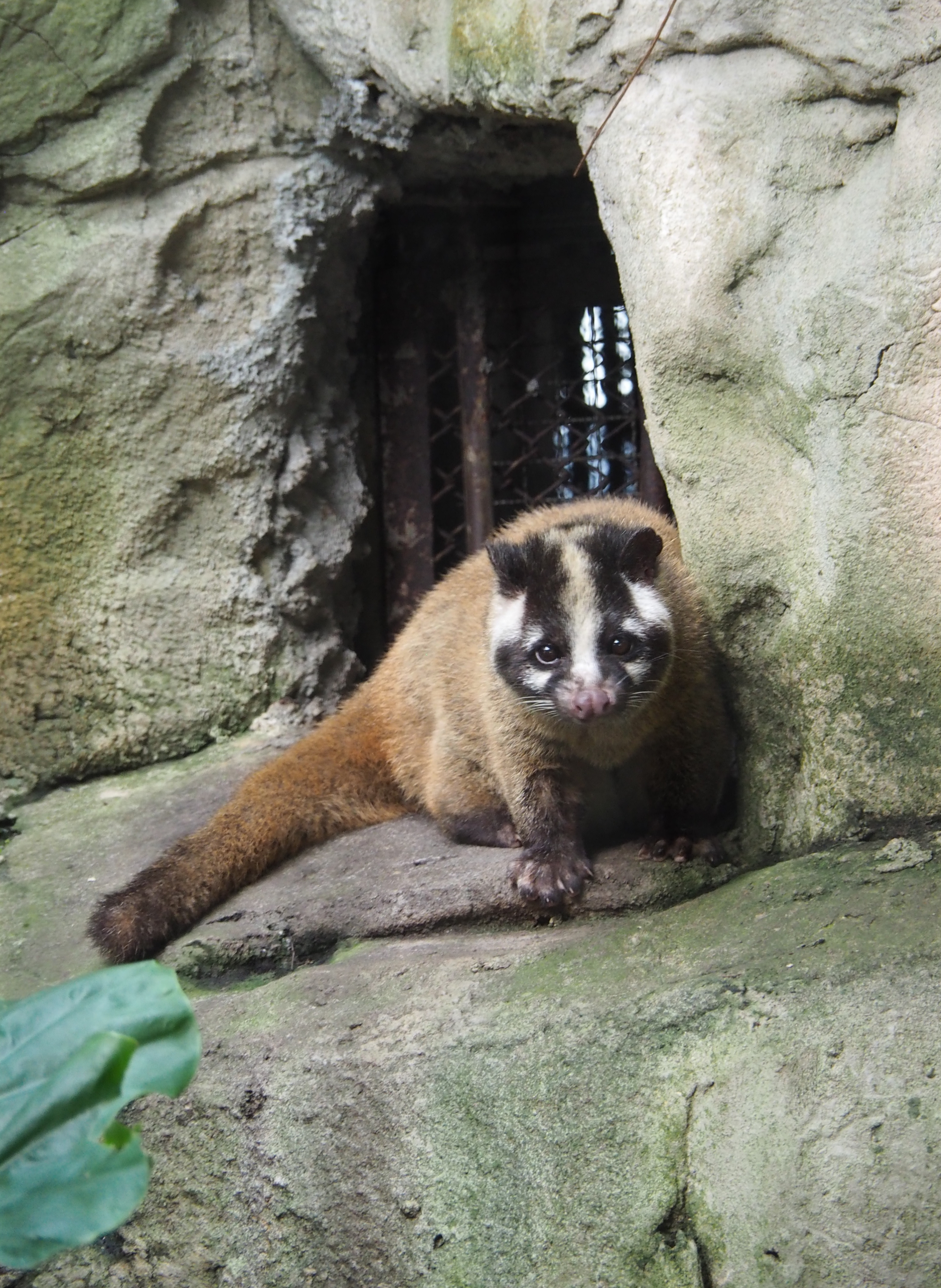
果子狸

「貓空」這個名稱的由來，最常見的說法是來自當地河流沖刷岩礁所形成的「壺穴」地形，台語稱凹凸不平的臉孔為「眑面」（台羅、白話字：niau-bīn），但由於台語中的「眑」與「貓」的文音同音，所以有時會誤作「貓面」，而「貓」在台語中有時唸「bâ」有時唸「niau」（文白異讀），所以也會把「貓面」讀成「bâ-bīn」。在日治時期的台灣堡圖上記載當地為「猫空」及發音為（Bâ-khang）。
翁佳音和曹銘宗認為，貓空和壺穴關連的說法有點勉強，照台灣堡圖記載的發音、台語的地名用詞和此地環境，推論貓空是指果子狸（bâ）出沒的山谷（khang）。

## 特色

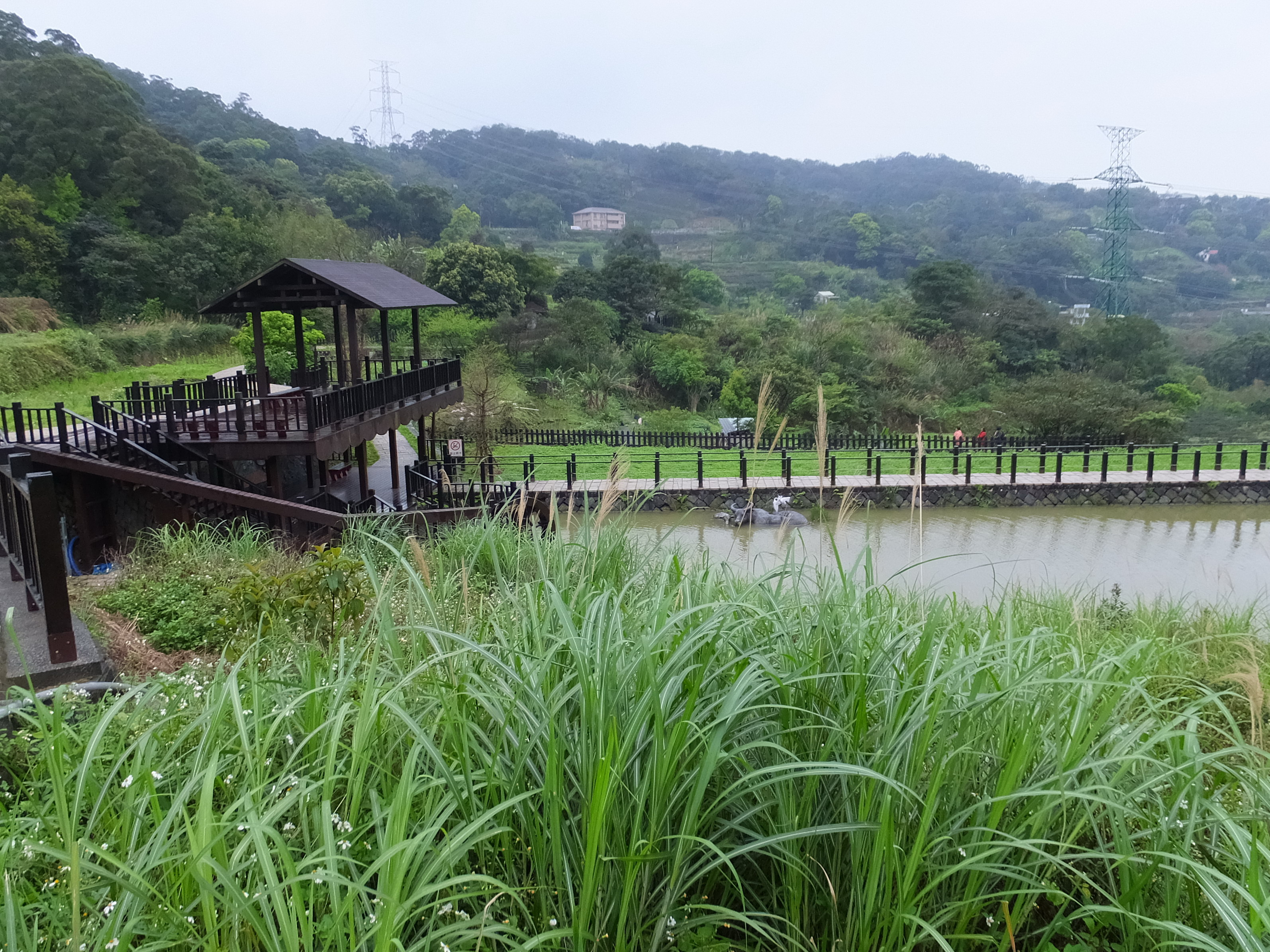
貓空樟樹步道旁的彩雲亭

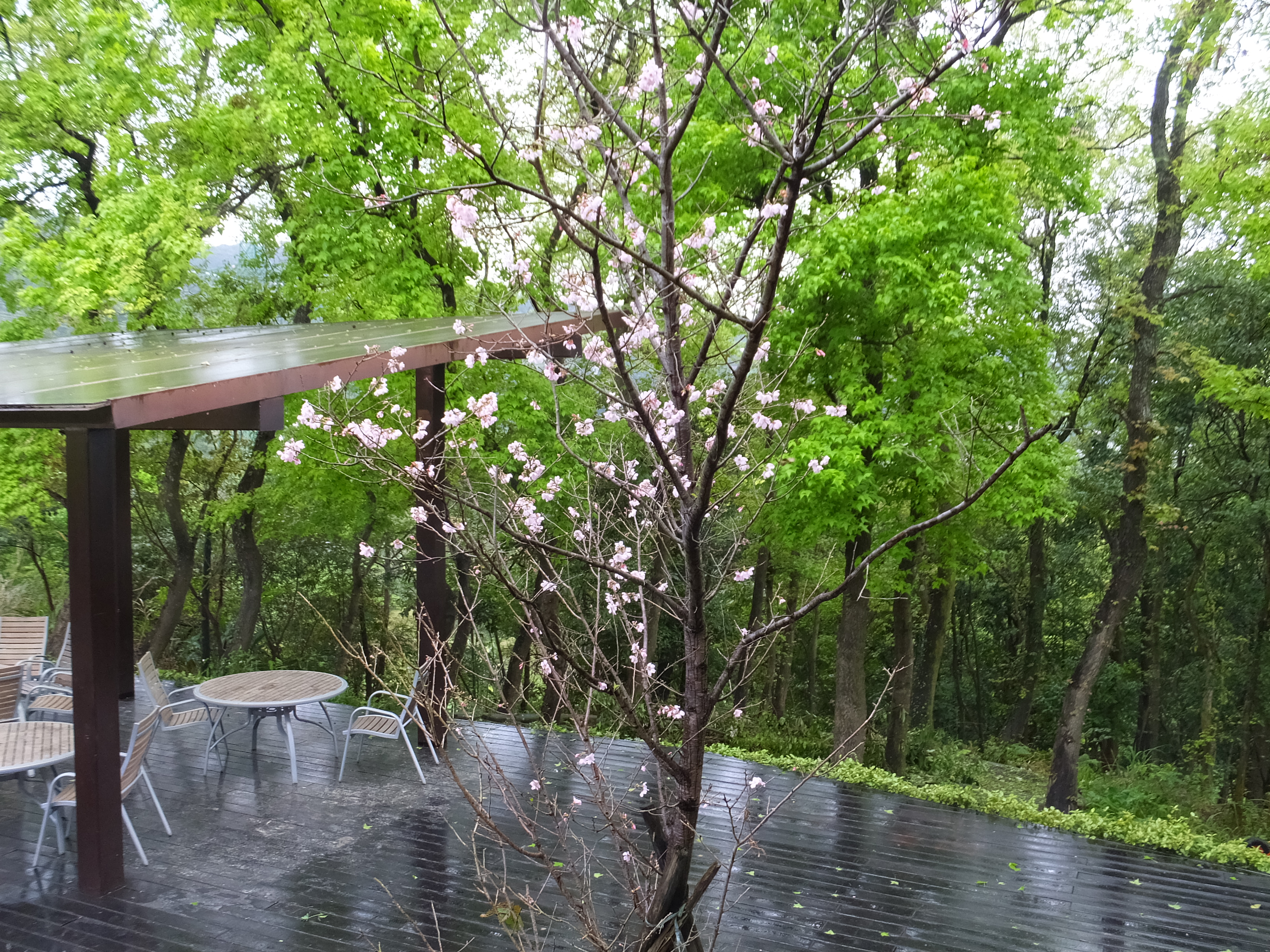
彩雲亭附近的楓樹亭

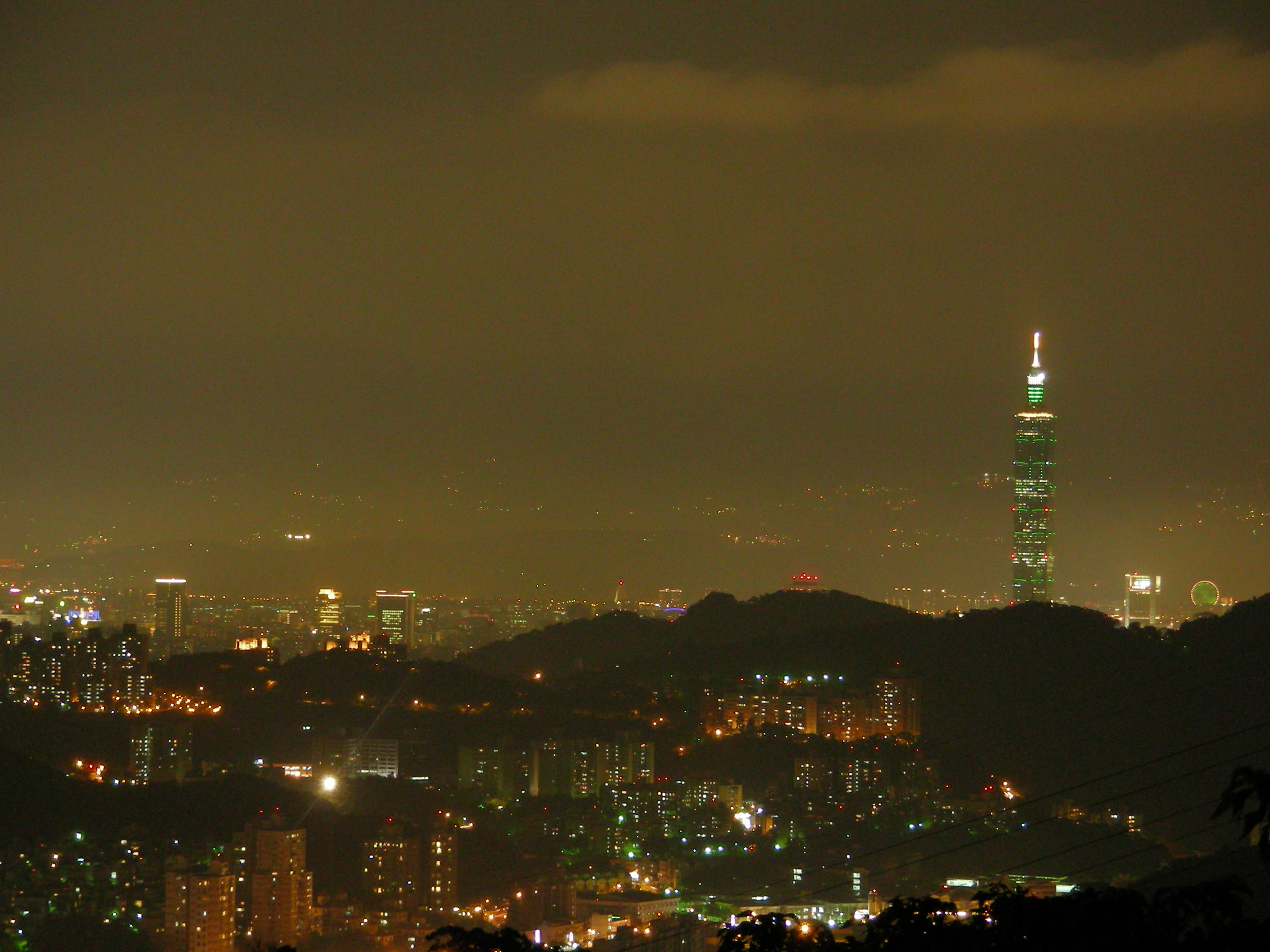
由貓空樟山寺拍攝的台北市夜景

貓空鄰近台北郊區，處於台北盆地邊緣。所以天氣晴朗時，從山上便可瞭望整個台北，景色一覽無遺。加上夜晚的台北燈火爛漫，所以貓空成為賞夜景的勝地。貓空也有多條的登山步道，可以從山腳下的國立政治大學一直爬到山頂，週末假日便有許多人到此健行。
貓空早年產茶，鐵觀音為此處特色茶種。此區開設了許多茶莊，以觀光休閒為導向，將傳統茶藝結合餐飲，不但可以喝到好茶也能吃到好菜，加上可以瞭望整個台北的風景，為一受歡迎的休閒去處。
貓空附近的指南宮，為台北著名道教廟宇，每逢節慶便湧入大量人潮，祈求平安順利。

## 交通
由於貓空出入道路狹窄，因此市政府在此興建貓空纜車。可於動物園站轉乘台北捷運文湖線，全程票價120元。已經於2007年7月4日正式通車，曾因薔蜜颱風造成第16號塔柱地基嚴重流失，自2008年10月1日停駛，2010年3月26日恢復營運。

## 外部連結
- 臺北市商業處-商圈介紹-貓空(商圈) （页面存档备份，存于）
- 貓空休閒農業區的Facebook專頁